# Rytigynia humbertii
Rytigynia humbertii är en måreväxtart som beskrevs av Alberto Judice Leote Cavaco. Rytigynia humbertii ingår i släktet Rytigynia och familjen måreväxter.
Artens utbredningsområde är Madagaskar. Inga underarter finns listade i Catalogue of Life.